# Grand Prix moto de Grande-Bretagne 1997
Le Grand Prix moto de Grande-Bretagne 1997 est le onzième rendez-vous de la saison 1997 du championnat du monde de vitesse moto. Il s'est déroulé sur le circuit de Donington Park du 15 au 17 août 1997.
C'est la 22e édition du Grand Prix moto de Grande-Bretagne.

## Classement 500 cm3
| Pos  | Pilote                   | Constructeur | Temps/Écart     | Points |
| ---- | ------------------------ | ------------ | --------------- | ------ |
| 1    | Mickael Doohan           | Honda        | 46 min 55 s 378 | 25     |
| 2    | Tadayuki Okada           | Honda        | +0 s 231        | 20     |
| 3    | Alex Barros              | Honda        | +24 s 403       | 16     |
| 4    | Nobuatsu Aoki            | Honda        | +28 s 291       | 13     |
| 5    | Luca Cadalora            | Yamaha       | +31 s 346       | 11     |
| 6    | Daryl Beattie            | Suzuki       | +32 s 543       | 10     |
| 7    | Doriano Romboni          | Aprilia      | +44 s 472       | 9      |
| 8    | Juan Borja               | Elf 500      | +47 s 045       | 8      |
| 9    | Norifumi Abe             | Yamaha       | +48 s 157       | 7      |
| 10   | Takuma Aoki              | Honda        | +1 min 03 s 529 | 6      |
| 11   | Kenny Roberts Jr         | Modenas      | +1 min 14 s 190 | 5      |
| 12   | Kirk McCarthy            | Yamaha       | +1 min 18 s 323 | 4      |
| 13   | Jurgen van den Goorbergh | Honda        | +1 min 19 s 937 | 3      |
| 14   | Jay Vincent              | Honda        | +1 min 21 s 385 | 2      |
| 15   | Jurgen Fuchs             | Elf 500      | +1 tour         | 1      |
| 16   | Lucio Pedercini          | ROC Yamaha   | +1 tour         |        |
| 17   | Frédéric Protat          | Honda        | +1 tour         |        |
| 18   | Laurent Naveau           | ROC Yamaha   | +1 tour         |        |
| Abd. | Alberto Puig             | Honda        | Abandon         |        |
| Abd. | Sete Gibernau            | Yamaha       | Abandon         |        |
| Abd. | Carlos Checa             | Honda        | Abandon         |        |
| Abd. | Anthony Gobert           | Suzuki       | Abandon         |        |

## Classement 250 cm3
| Pos  | Pilote               | Constructeur | Temps/Écart     | Points |
| ---- | -------------------- | ------------ | --------------- | ------ |
| 1    | Ralf Waldmann        | Honda        | 42 min 50 s 897 | 25     |
| 2    | Tetsuya Harada       | Aprilia      | +0 s 133        | 20     |
| 3    | Loris Capirossi      | Aprilia      | +11 s 496       | 16     |
| 4    | Olivier Jacque       | Honda        | +15 s 138       | 13     |
| 5    | Tohru Ukawa          | Honda        | +17 s 746       | 11     |
| 6    | Takeshi Tsujimura    | TSR-Honda    | +35 s 701       | 10     |
| 7    | Stefano Perugini     | Aprilia      | +43 s 881       | 9      |
| 8    | Haruchika Aoki       | Honda        | +1 min 01 s 520 | 8      |
| 9    | Sebastian Porto      | Aprilia      | +1 min 08 s 890 | 7      |
| 10   | Noriyasu Numata      | Suzuki       | +1 min 19 s 156 | 6      |
| 11   | Franco Battaini      | Yamaha       | +1 min 19 s 981 | 5      |
| 12   | Scott Smart          | Honda        | +1 min 22 s 583 | 4      |
| 13   | José Luis Cardoso    | Yamaha       | +1 min 22 s 983 | 3      |
| 14   | John McGuinness      | Aprilia      | +1 tour         | 2      |
| 15   | Callum Ramsay        | Honda        | +1 tour         | 1      |
| 16   | Steve Sawford        | Honda        | +1 tour         |        |
| 17   | Gary May             | Yamaha       | +1 tour         |        |
| 18   | Kurtis Roberts       | Honda        | +1 tour         |        |
| Abd. | Osamu Miyazaki       | Yamaha       | Abandon         |        |
| Abd. | Jamie Robinson       | Suzuki       | Abandon         |        |
| Abd. | Giuseppe Fiorillo    | Aprilia      | Abandon         |        |
| Abd. | Luis d'Antin         | Yamaha       | Abandon         |        |
| Abd. | Cristiano Migliorati | Honda        | Abandon         |        |
| Abd. | Eustaquio Gavira     | Aprilia      | Abandon         |        |
| Abd. | Oliver Petrucciani   | Aprilia      | Abandon         |        |
| Abd. | William Costes       | Honda        | Abandon         |        |
| Abd. | Emilio Alzamora      | Honda        | Abandon         |        |
| Abd. | Max Biaggi           | Honda        | Abandon         |        |

## Classement 125 cm3
| Pos  | Pilote             | Constructeur | Temps/Écart     | Points |
| ---- | ------------------ | ------------ | --------------- | ------ |
| 1    | Valentino Rossi    | Aprilia      | 43 min 43 s 254 | 25     |
| 2    | Masaki Tokudome    | Aprilia      | +1 s 780        | 20     |
| 3    | Noboru Ueda        | Honda        | +8 s 499        | 16     |
| 4    | Garry McCoy        | Aprilia      | +8 s 874        | 13     |
| 5    | Roberto Locatelli  | Honda        | +16 s 258       | 11     |
| 6    | Yoshiaki Katoh     | Yamaha       | +16 s 997       | 10     |
| 7    | Mirko Giansanti    | Honda        | +20 s 571       | 9      |
| 8    | Tomomi Manako      | Honda        | +25 s 710       | 8      |
| 9    | Frédéric Petit     | Honda        | +26 s 416       | 7      |
| 10   | Lucio Cecchinello  | Honda        | +28 s 467       | 6      |
| 11   | Gianluigi Scalvini | Honda        | +28 s 467       | 5      |
| 12   | Manfred Geissler   | Aprilia      | +34 s 913       | 4      |
| 13   | Masao Azuma        | Honda        | +43 s 963       | 3      |
| 14   | Darren Barton      | Honda        | +52 s 302       | 2      |
| 15   | Enrique Maturana   | Yamaha       | +57 s 571       | 1      |
| 16   | Steve Jenkner      | Aprilia      | +1 min 04 s 748 |        |
| 17   | Ivan Goi           | Aprilia      | +1 min 05 s 183 |        |
| 18   | Fernando Mendes    | Honda        | +1 min 14 s 106 |        |
| 19   | Angel Nieto Jr     | Aprilia      | +1 min 15 s 683 |        |
| 20   | Jason Davies       | Honda        | +1 min 31 s 795 |        |
| 21   | Alan Green         | Honda        | +1 tour         |        |
| Abd. | Chris Burns        | Honda        | Abandon         |        |
| Abd. | Steve Patrickson   | Honda        | Abandon         |        |
| Abd. | Josep Sarda        | Honda        | Abandon         |        |
| Abd. | Kazuto Sakata      | Aprilia      | Abandon         |        |
| Abd. | Dirk Raudies       | Honda        | Abandon         |        |
| Abd. | Jaroslav Huleš     | Honda        | Abandon         |        |
| Abd. | Gino Borsoi        | Yamaha       | Abandon         |        |
| Abd. | Youichi Ui         | Yamaha       | Abandon         |        |
| Abd. | Jorge Martínez     | Aprilia      | Abandon         |        |